# Cymatocarpus popovii
Cymatocarpus popovii är en korsblommig växtart som beskrevs av Viktor Petrovitj Botjantsev och Aleksei Ivanovich Vvedensky. Cymatocarpus popovii ingår i släktet Cymatocarpus, och familjen korsblommiga växter. Inga underarter finns listade i Catalogue of Life.